# روثيكة
روثيكة (الاسم العلمي: Rotheca)، جنس نباتات مُزهرة من فصيلة الشفوية. تختلف تقديرات عدد الأنواع في الجنس من حوالي 35 إلى 60. ثلاثة من أنواعه أصيلة في آسيا الاستوائية، والبقية توجد في أفريقيا جنوب الصحراء الكبرى. نوع النمطي للجنس هو Rotheca serrata. كان اسمه في الأصل Rotheca ternifolia، ولكن هذا الاسم يعتبر الآن غير صالح.
سُمي الجنس بالروثيكة من قبل رافينسك في عام 1838. الاسم هو تلتين للاسم ماليالامي والذي يعني «الساج الصغير».